# Ріяд Баїч
Ріяд Баїч (босн. Rijad Bajić, нар. 6 травня 1994, Сараєво) — боснійський футболіст, нападник клубу «Гіресунспор».

## Клубна кар'єра
Народився 6 травня 1994 року в місті Сараєво. Вихованець боснійського клубу «Желєзнічар» зі свого рідного міста. 16 липня 2013 року відбувся його дебют як професійного футболіста, коли Баїч замінив нападника Елдіна Аділовича у гостьовому матчі кваліфікації Ліги чемпіонів проти чеської «Вікторії». Через 11 днів він дебютував у боснійській Прем'єр-лізі, вийшовши на заміну в кінці гостьового поєдинку проти команди «Звезди». 19 жовтня того ж року Баїч вперше забив на найвищому рівні, взявши участь у розгромі клубу «Младост». 27 вересня 2014 року він зробив хет-трик у домашній грі з «Звездою». Всього за «Желєзнічар» провів два сезони, взявши участь у 47 матчах чемпіонату. Більшість часу, проведеного у складі «Желєзнічара», був основним гравцем атакувальної ланки команди і одним з головних бомбардирів команди, маючи середню результативність на рівні 0,38 голу за гру першості.
На початку серпня 2015 року Ріяд перейшов в клуб турецької Суперліги «Коньяспор». 17 жовтня того ж року він вперше забив у головній турецькій лізі, відкривши рахунок у домашньому матчі з «Газіантепспором». 26 серпня 2016 року Баїч зробив дубль, що приніс «Коньяспору» нічию в домашній грі з «Бешикташем». Наразі встиг відіграти за команду з Коньї 36 матчів в національному чемпіонаті.

## Виступи за збірні
Виступав у складі юнацької збірної Боснії і Герцеговини.
З 2014 року залучався до складу молодіжної збірної Боснії і Герцеговини. На молодіжному рівні зіграв у 4 офіційних матчах.

## Титули і досягнення
- Володар Кубка Туреччини (1):

«Коньяспор»: 2016-17